# Eclesiasterio

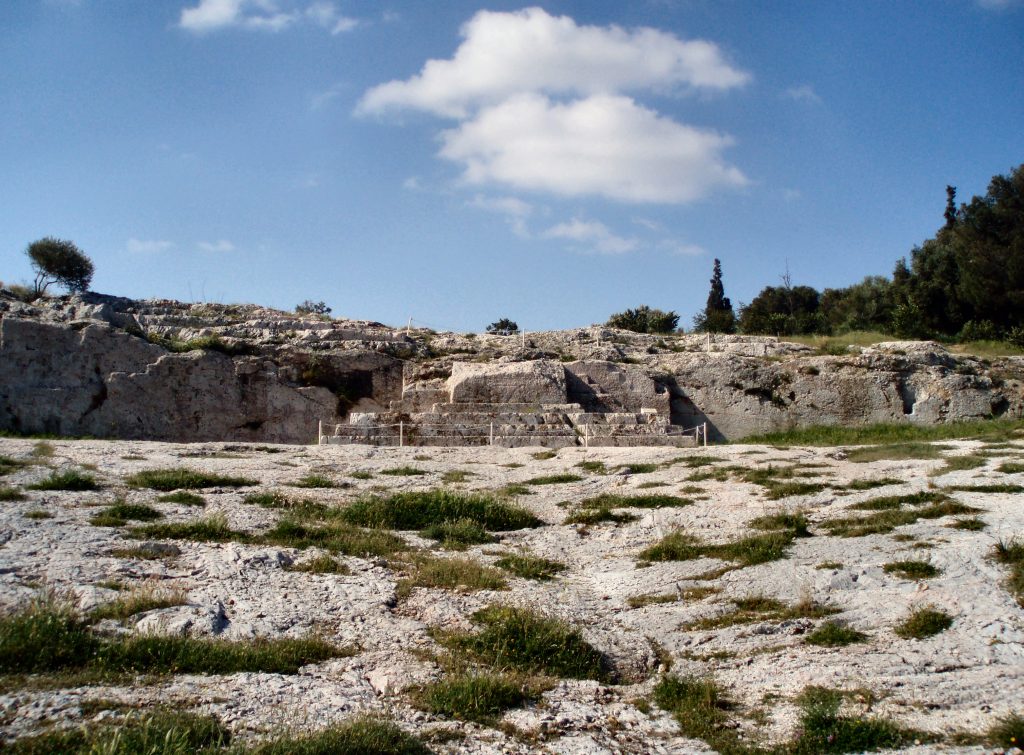
La ekklesía de Atenas se reunía en una colina llamada Pnyx.

En la Antigua Grecia, el  eclesiasterio o ekklesiasterion (en griego: ἐκκλησιαστήριον) era el lugar de reunión de la asamblea popular (ekklesía) en una ciudad-estado griega democrática (polis).

## Lugar

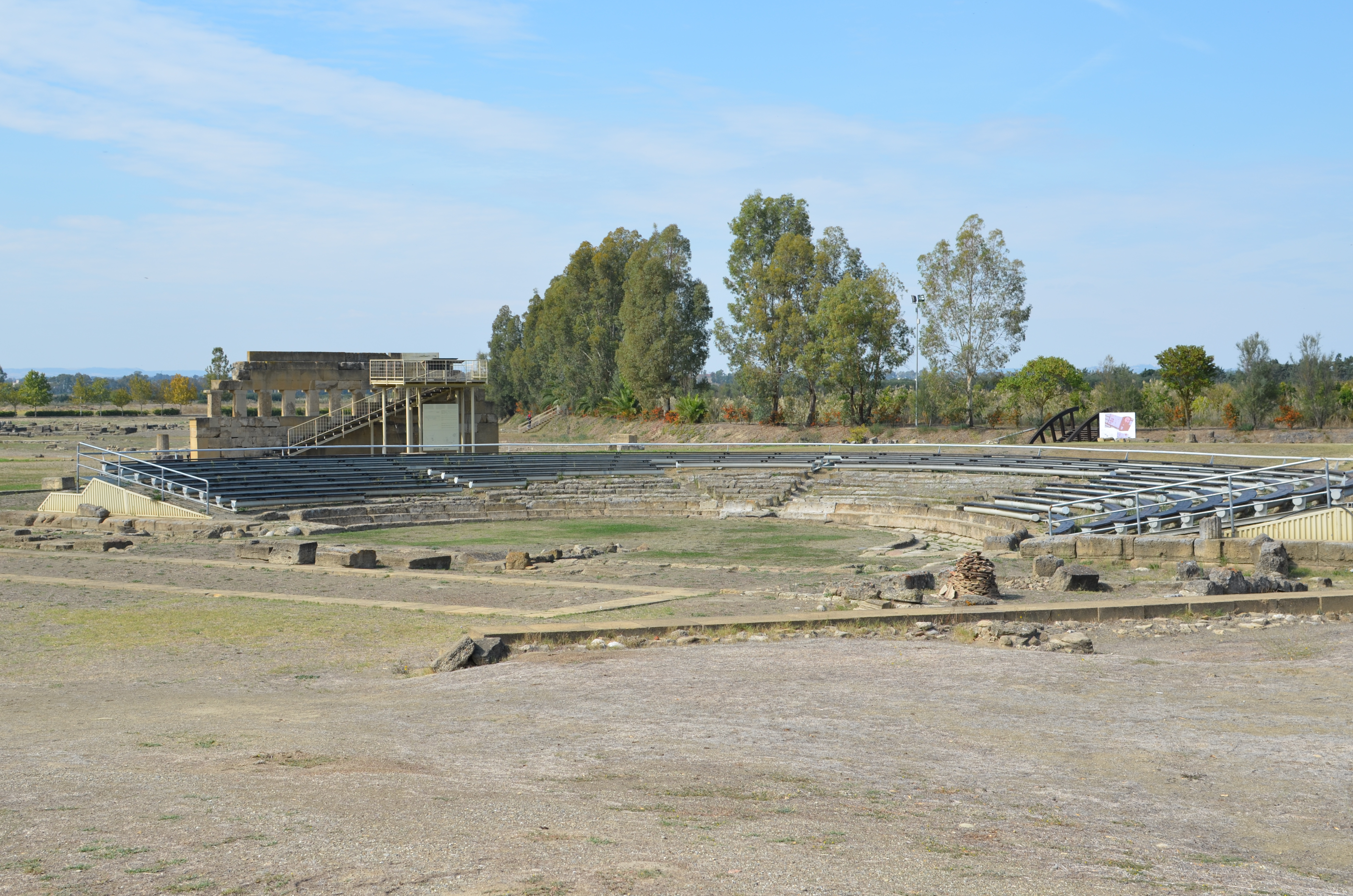
El teatro de Metaponto se construyó sobre el eclesiasterio.

En algunas polis el eclesiasterio era un edificio independiente, pero en muchos casos el teatro se utilizaba tanto para las representaciones como para las reuniones de la ekklesía. En algunos casos se utilizaban varias sedes. En la Atenas las reuniones regulares de la asamblea se celebraban en la colina Pnyx y dos reuniones anuales tenían lugar en el Teatro de Dioniso. Alrededor del año 300 a. C., todas las reuniones de la ekklesia se trasladaron al teatro. Las reuniones de la asamblea podían atraer a grandes audiencias: 6000 ciudadanos podrían haber asistido en Atenas durante el siglo V a. C. Hansen y Fischer-Hansen sostienen que los teatros se construían principalmente para representaciones y que su uso por parte de la ekklesia era una conveniente función extra.
En las polis que contaban con un eclesiasterio independiente, el edificio podía adoptar diversas formas. Muchos consistían en escalones construidos en la ladera de una colina, similares a los teatros pero mucho más pequeños. En Delos había un edificio techado. En Metaponto era una estructura circular en terreno llano con escalones elevados. Una pasarela atravesaba el centro, donde se situaba un podio. Podía albergar entre 7500 y 8000 personas a principios del siglo V a. C., tras su ampliación. Una estructura circular de este tipo era inusual para su ubicación en la Magna Grecia. También se ha identificado como eclesiasterio un edificio circular sin tejado y con gradas en Paestum, en la antigua Poseidonia. Sin embargo, es más probable que se trate de un buleuterio, ya que sólo podía albergar entre 500 y 600 personas en una ciudad relativamente grande.